# نودار کوماریتشویلی
نودار کوماریتشویلی (به انگلیسی: Nodar Kumaritashvili؛ به گرجی: ნოდარ ქუმარიტაშვილი; با تلفظ [nɔdar kʰumarit'aʃvili]؛ ۲۵ نوامبر ۱۹۸۸ – ۱۲ فوریه ۲۰۱۰) یک ورزشکار رشته لژسواری اهل گرجستان بود

## درگذشت
وی حین اجرای یک برنامه آموزشی در روز افتتاحیه مراسم رقابت‌های بازی‌های المپیک زمستانی ۲۰۱۰ در ویسلر کانادا در سن ۲۱ سالگی دچار یک سقوط مرگبار شد. او چهارمین ورزشکاری است که در طول بازی‌های المپیک زمستانی و هفتمین ورزشکار در هر دو فصل تابستان یا زمستان بازی‌های المپیک است که جان خود را از دست داده‌اند.
نودار کوماریتشویلی برای اولین بار لژسواری را در ۱۳ سالگی شروع کرد. در خانواده او سابقه این ورزش وجود داشت. یکی از بستگان او بنیانگذار سازمان سورتمه در گرجستان بود و وقتی جوانتر بود پدرش به این رقابت می‌پرداخت. پسر عموی کوماریتشویلی نیز در کنار پدر بود. کوماریتشویلی دانش‌آموخته دانشگاه فنی گرجستان در رشته اقتصاد در سال ۲۰۰۹ بود.

## نگارخانه

تصادف مرگبار نودار کوماریتشویلی